# 2009年2月逝世人物列表
2009年逝世人物列表：1月 - 2月 - 3月 - 4月 - 5月 - 6月 - 7月 - 8月 - 9月 - 10月 - 11月 - 12月
2009年2月逝世人物列表，是用于汇总2009年2月期间逝世人物的列表。

## 依日期排序

### 1日
- 查理斯·阿克斯（Charles W. Akers），88歲，美國歷史學家。[1]
- 喬·阿德斯（Joe Ades），74歲，美國推銷員。[2]
- 安娜·唐納德（Anna Donald），42歲，澳大利亞流行病學家，乳腺癌。[3]
- 卢卡斯·福斯（Lukas Foss），86歲，美國作曲家，指揮家，鋼琴家和教育家，心臟病發作。[4]
- 蒂姆·葛籣迪（Tim Grundy），50歲，英國廣播電視節目主持人，心臟病發作。[5]
- Michael Homer，50歲，美國企業高管（Netscape），死於克雅氏病。[6]
- 蘭比爾·辛格·胡達（Ranbir Singh Hooda），94歲，印度政治家，死於長期病患。[7]
- 彼得·豪森（Peter Howson），89歲，澳大利亞政治家，航空部長（1964-1968）和環境，原住民和藝術部長（1971-1972），秋天。[8]
- Arieh Levavi，96歲，立陶宛出生的以色列公務員，在阿道夫·艾希曼被捕期間擔任駐阿根廷大使。[9]
- 尤亞·馬丁內斯（Yoya Martínez），96歲，智利女演員，自然原因。[10]
- 吉姆·麥克威西（Jim McWithey），81歲，美國賽車手。[11]
- 羅伊·馬吉（Roy Magee），79歲，北愛爾蘭和平活動家。[12]
- 艾倫·繆爾·伍德爵士，87歲，英國土木工程師。.[13]
- 愛德華·約瑟夫·奧唐納（Edward Joseph O'Donnell），77歲，美國羅馬天主教主教，拉斐特主教（1994-2002）。[14]
- 約翰·羅伊·惠納里（John Roy Whinnery），92歲，美國電氣工程師和教育家。[15]

### 2日
- 唐納德·亞歷山大，87歲，美國政府官員，美國國稅局局長（1973-1977），死於癌症。[16]
- 保羅·伯奇，46歲，英格蘭足球運動員（阿斯頓維拉，狼隊），死於骨癌。[17]
- 拉爾夫·卡彭特（Ralph Carpenter），99歲，美國古董和建築保護主義者，死於自然。[18]
- 艾倫·大衛斯（Alan Davies），75歲，英國橄欖球聯盟球員（英國威根州奧爾德姆）。[19]
- 盧布林·迪爾賈，51歲，阿爾巴尼亞大使。[20]
- Yusril Djalinus，64歲，印尼記者，Tempo雜誌聯合創始人，死於中風。[21]
- Russ Germain，62歲，加拿大電臺主持人，肺癌。[22]
- 保羅·加洛韋（Paul Galloway），74歲，美國記者（《芝加哥太陽時報》，《芝加哥論壇報》），心臟病發作。[23]
- 蘇珊·希伯特（Susan Hibbert），84歲，英國國務卿，二戰德國投降書簽署的最後一位倖存的英國證人。[24]
- 霍華德·卡諾維茨（Howard Kanovitz），79歲，美國畫家，心臟手術后細菌感染。[25]
- 拉尔夫·卡普洛维茨（Ralph Kaplowitz），89歲，美國籃球運動員（紐約尼克斯隊），腎衰竭。[26]
- 弗雷德里克·凱澤（Fredrik Kayser），90歲，二戰期間挪威抵抗戰士，長期患病。[27]
- 約翰·奈特（John A. Knight），77歲，美國教會領袖，拿撒勒教會總監督（1985-2001）。[28]
- James E. Long，68歲，美國政治家，北卡羅來納州保險專員（1985-2009），死於中風併發症。[29]
- 讓·馬丁，86歲，法國演員（阿爾及爾戰役，豺狼之日），死於癌症。[30]
- Ezzat Negahban，82歲，伊朗考古學家。[31]
- 路易士·普羅斯特（Louis Proost），73歲，比利時自行車賽車手。[32]
- 喬·羅傑斯（Joe M. Rodgers），75歲，美國建築業高管，駐法國大使（1985-1989），癌症。[33]
- 桑尼·斯凱拉（Sunny Skylar），95歲，美國詞曲作者。[34]
- 拉爾夫·維德曼（Ralf Veidemann），96歲，愛沙尼亞足球運動員。[35]
- 吉姆·威爾遜，67歲，美式橄欖球運動員（三藩市49人隊）和摔跤手，死於癌症。[36]
- 山内一弘，76歲，日本棒球運動員，死於肝功能衰竭。[37]

### 3日
- 本·布蘭克（Ben Blank），87歲，美國電視圖形創新者（CBS，ABC），中風併發症。 [38]
- 湯姆·布魯姆利（Tom Brumley），73歲，美國鋼吉他手（The Buckaroos），心臟病發作。[39]
- 拉賓德拉·庫瑪律·達斯·古普塔（Rabindra Kumar Das Gupta），93歲，印度孟加拉文和英國文學學者。[40]
- 庫爾特·德姆勒（Kurt Demmler），65歲，德國詞曲作者，上吊自殺。.[41]
- 席德·芬尼（Sid Finney），79歲，英國冰球運動員。[42]
- 米勒德·富勒（Millard Fuller），74歲，國際仁人家園（Habitat for Humanity International）的美國聯合創始人，在短暫生病後。[43]
- 徐亨（Henry Hsu），96歲，中國出生的台灣運動員和政治家，MLY（1973-1987），心力衰竭。[44]
- 沃倫·金布羅（Warren Kimbro），74歲，美國黑豹成員，被定罪的殺人犯和慈善組織執行官，心臟病發作。[45]
- 邁克·馬婁伊（Mike Maloy），59歲，美國出生的奧地利籃球運動員，流感。[46]
- 馬克斯·諾伊豪斯（Max Neuhaus），69歲，美國音樂家，癌症。[47]
- 安東尼奧·多斯·雷斯·羅德里格斯（António dos Reis Rodrigues），90歲，葡萄牙羅馬天主教主教（1966-1998）。[48]
- 豪爾赫·塞爾格拉（Jorge Serguera），76歲，古巴記者，古巴廣播電視學院院長（這一天宣佈死亡）。[49]
- 釋聖嚴，79歲，中國出生的臺灣佛教禪師，腎病。[50]
- Pavlo Zahrebelnyi，84歲，烏克蘭作家，死於長期病患。[51]

### 4日
- 安東尼·迪克森（Antonie Dixon），40歲，紐西蘭殺人犯，自殺。[52]
- 克里斯托夫·杜普伊（Christophe Dupouey），40歲，法國自行車手，世界越野冠軍（1996年），自殺。[53]
- Arnljot Eggen，85歲，挪威作家。[54]
- 拉蒙·埃爾南德斯，68歲，波多黎各棒球運動員。[55]
- Lux Interior，62歲，美國歌手、詞曲作者和音樂家（The Cramps），主動脈夾層。[56]
- 埃德·施瓦茨（Ed Schwartz），62歲，美國電臺名人，患有腎臟和心臟病。[57]
- 馬克·謝潑德（Mark Shepherd），86歲，美國德州儀器（Texas Instruments）董事長（1976-1988），肺纖維化併發症。[58]
- 大衛·斯諾（David Snow），84歲，英國鳥類學家。[59]

### 5日
- 西格德·安德森，82歲，瑞典奧運會銅牌得主（1952年）越野滑雪運動員。[60]
- Albert Barillé，88歲，法國電視編劇和製片人。[61]
- John W. Grace，82歲，加拿大隱私專員（1983-1990），死於心臟病發。[62]
- 哈立德·哈桑（Khalid Hasan），74歲，巴基斯坦記者和作家，死於癌症。[63]
- 喬治·休斯，83歲，美式足球運動員（匹茲堡鋼人隊）。[64]
- 佩頓·喬丹，91歲，1968年美國奧運會田徑隊教練，癌症。[65]
- 里奧·奧倫斯坦（Leo Orenstein），89歲，加拿大導演、製片人和作家。[66]
- Raaphi Persitz，74歲，以色列國際象棋大師。[67]
- 達娜·瓦夫羅娃（Dana Vávrová），41歲，捷克裔德國女演員和電影導演，宮頸癌。[68]
- 諾亞·溫伯格（Noah Weinberg），78歲，美國出生的以色列拉比，艾什·哈托拉（Aish HaTorah）的創始人。[69]
- 楊向忠，49歲，中國出生的美國幹細胞科學家，癌症患者。[70]
- 安東尼·菲尼根（Anthony Finigan），83歲，英國演員。[71]

### 6日
- 巴希尔·艾哈迈德（Bashir Ahmad），68歲，印度出生的蘇格蘭政治家，格拉斯哥地區的MSP，死於心臟病發。[72]
- 菲力浦·凱里（Philip Carey），83歲，美國演員（One Life to Live），死於肺癌。[73]
- 阿爾弗雷德·弗洛雷斯（Alfred Flores），92歲，關島牧場主和政治家，關島立法機構成員。[74]
- 喬治·卡帕蒂，74歲，加拿大神經學家。[75]
- 雪麗·簡·里克特（Shirley Jean Rickert），82歲，美國女演員（我們的幫派），死於長期病患。[76]
- 蘇珊·沃爾什，60歲，美國女演員，自然原因。[77]
- 詹姆斯·惠特莫尔，87歲，美國演員（奧克拉荷馬州！人猿星球，肖申克的救贖），死於肺癌。[78]

### 7日
- 莫莉·比（Molly Bee），69歲，美國鄉村歌手（“我看到媽媽親吻聖誕老人”），中風併發症。[79]
- 傑克·科弗（Jack Cover），88歲，美國科學家，泰瑟槍的發明者，肺炎。[80]
- Blossom Dearie，82歲，美國爵士歌手和鋼琴家（Schoolhouse Rock！），死於長期病患。[81]
- Reg Evans，80歲，澳大利亞演員，叢林大火。[82]
- 約翰·加布勒，78歲，美國棒球投手（紐約洋基隊，華盛頓參議員隊）。
- 喬治·戈德伯爵士，100歲，英國醫生和公務員，首席醫療官（1960-1973）。[83]
- 理查·戈登，61歲，英國作家，死於心臟病發。[84]
- Joe Haverty，72歲，愛爾蘭足球運動員（阿森納，布萊克本流浪者，米爾沃爾，愛爾蘭共和國）。[85]
- 貝蒂·詹姆森，89歲，美國高爾夫球手，三屆大滿貫冠軍得主。[86]
- 雅克·蘭斯洛特，88歲，法國單簧管演奏家，死於心臟衰竭。[87]
- 梅爾·考夫曼，50歲，美式橄欖球運動員（華盛頓紅皮隊）。[88]
- Brian Naylor，78歲，澳大利亞新聞主持人，死於叢林大火。[89]
- 豪爾赫·雷耶斯（Jorge Reyes），56歲，墨西哥音樂家（Chac Mool），死於心臟病發。[90]
- Piotr Stańczak，42歲，波蘭地質學家，被斬首。[91]
- 理查·讚恩（Richard Zann），64歲，澳大利亞鳥類學家，死於叢林大火。[92]

### 8日
- 瑪麗安·科茲瑪（Marian Cozma），26歲，羅馬尼亞手球運動員，被刺傷。[93]
- 威廉·亞歷山大·迪爾，98歲，英國地質學家，劍橋大學副校長（1971-1973）。[94]
- Sigurdur Helgason，87歲，冰島企業高管，冰島航空公司首席執行官，低成本航空公司的先驅。[95]
- 韋斯利·L·麥克唐納（Wesley L. McDonald），84歲，美國海軍上將和海軍飛行員。[96]
- 尼爾·麥克尼爾（Neil McNeill），87歲，澳大利亞政治家，眾議院議員（1961-1963）。[97]
- 喬治·梅爾基奧里（Giorgio Melchiori），88歲，義大利文學評論家。[98]
- 弗朗西斯·鄧尼斯·拉姆齊，83歲，蘇格蘭畫家。[99]
- 特里·斯賓塞（Terry Spencer），90歲，英國皇家空軍戰鬥機飛行員和戰地攝影師，死於癌症。[100]
- 鮑勃·斯蒂芬，50歲，加拿大足球運動員，死於心臟病發。[101]

### 9日
- 羅伯特·安德森（Robert Anderson），91歲，美國奧斯卡獎提名劇作家和編劇，肺炎。[102]
- 莫妮卡·特蕾莎·安吉利斯（Monica Therese Angeles），18歲，YFC高中HPV和UP Diliman IE學生。
- 卡茲·布拉杜納斯（Kazys Bradūnas），91歲，立陶宛移民詩人和編輯。[103]
- 馬克·伯羅斯（Marc Burrows），30歲，英國足球運動員，癌症。[104]
- 加雷斯·阿爾班·大衛斯（Gareth Alban Davies），82歲，英國學者和詩人。[105]
- 雷格·大衛斯，79歲，威爾士足球運動員（紐卡斯爾聯隊，斯旺西鎮，威爾士）。[106]
- Eluana Englaro，38歲，義大利死亡權患者，營養不良。[107]
- 內維爾·漢密爾頓，48歲，英國足球運動員。[108]
- 維克·路易斯（Vic Lewis），89歲，英國爵士吉他手。[109]
- Orlando “Cachaíto” López，76歲，古巴貝斯手（Buena Vista Social Club），前列腺手術併發症。[110]
- 唐·麥克倫南（Don Maclennan），79歲，南非詩人和劇作家。[111]
- 瑪麗亞·奧爾維德（Maria Orwid），78歲，波蘭精神病學家。[112]
- 佩爾·波特納（Peer Portner），69歲，出生於肯亞的英國心室輔助裝置開發者，癌症。[113]
- Sean F. Scott，39歲，美國肌萎縮側索硬化症活動家，肌萎縮側索硬化症。[114]

### 10日
- 揚·布溫斯基，78歲，波蘭文學評論家，大屠殺學者。[112]
- 卡羅琳·喬治，81歲，美國舞蹈家和攝影師，原發性側索硬化症。[115]
- 萊拉·哈德利（Leila Hadley），83歲，美國旅行作家。[116]
- 菲力浦·庫魯馬（Philippe Kourouma），76歲，幾內亞羅馬天主教主教，恩澤雷科雷主教。[117]
- Berting Labra，75歲，菲律賓角色演員，肺氣腫。[118]
- 傑里米·盧斯克（Jeremy Lusk），24歲，美國越野摩托車賽車手，腦損傷。[119]
- Jean-Baptiste Mintsa-Mi-Mba，60歲，加蓬政治家。[120]
- Nate Schenker，91歲，美式橄欖球運動員。[121]

### 11日
- 埃斯特爾·貝內特（Estelle Bennett），67歲，美國歌手（The Ronettes），結腸癌。[122]
- 弗雷德·格雷夫斯（Fred Graves），84歲，加拿大奧運賽艇運動員。[123]
- 維吉爾·李·格里芬（Virgil Lee Griffin），64歲，美國三K黨領袖。[124]
- 威廉·約翰·科爾夫（Willem Johan Kolff），97歲，荷蘭出生的美國醫生，人工腎臟的發明者。[125]
- 彼得·倫爵士，83歲，英國陸軍上將。[126]
- Penny Ramsey，61歲，澳大利亞女演員，癌症。[127]
- Rail Rzayev，64歲，亞塞拜然將軍，空軍司令，被槍殺。[128]
- 瑪麗娜·斯維特洛娃（Marina Svetlova），86歲，法國出生的美國芭蕾舞演員和教師，中風併發症。[129]
- 米爾德里德·沃爾夫（Mildred Wolfe），96歲，美國藝術家，長期患病。[130]
- Shyamala Gopalan，70歲，泰米爾出生的美國生物醫學科學家，結腸癌。

### 12日
- 赫爾曼·貝克特，69歲，德國歌劇演唱家。[131]
- Vasanti N. Bhat-Nayak，70歲，印度組合數學和圖論教授。
- 賈科莫·寶加雷利（Giacomo Bulgarelli），68歲，義大利足球運動員，長期患病。[132]
- 埃文·艾拉·法伯（Evan Ira Farber），87歲，美國名譽教師（厄勒姆學院）。[133]
- 埃德·格羅薩斯（Ed Grothus），85歲，美國反核活動家，癌症。[134]
- Lis Hartel，87歲，丹麥馬術運動員。[135]
- 休·倫納德（Hugh Leonard），82歲，愛爾蘭劇作家，患有多種疾病。[136]
- Mat Mathews，84歲，荷蘭爵士手風琴家[137]
- 多梅尼卡·尼霍夫（Domenica Niehoff），63歲，德國賣淫活動家，肺部疾病併發症。[138]
- 瑪律科姆·托恩（Malcolm Toon），92歲，美國大使（捷克斯洛伐克1969-71，南斯拉夫1971-75，以色列1975-76，蘇聯1976-79）。[139]
- 泰德·烏蘭德，68歲，美國棒球運動員（雙胞胎，印第安人，紅人），心臟病發作。[140]
- Aasiya Zubair，37歲，美國女商人，Bridges TV的聯合創始人，被斬首。[141]
- 在科爾根航空3407號班機空難中喪生的著名美國人：
  - 艾莉森·迪斯·福格斯，66歲，人權活動家。[142]
  - 贝弗莉·埃克特（Beverly Eckert），57歲，活動家，9/11家庭指導委員會成員。[143]
  - 科爾曼·梅利特，34歲，爵士吉他手。[144]
  - 格里·尼伍德（Gerry Niewood），65歲，爵士薩克斯手。[144]

### 13日
- 吉安娜·瑪麗亞·卡納萊（Gianna Maria Canale），81歲，義大利女演員。[145]
- 喬·戈德斯坦（Joe Goldstein），81歲，美國體育推廣人，心臟病發作和中風。[146]
- 格桑坚赞，85歲，西藏精神領袖，土登達傑林創始人。[147]
- 阿爾弗雷德·卡恩（Alfred J. Kahn），90歲，美國兒童福利專家。[148]
- Jean Laroyenne，78歲，法國奧運會銅牌得主（1952年）擊劍運動員。[149]
- Dilys Laye，74歲，英國女演員，癌症。[150]
- 朱利叶斯·卡钦（Julius Patching），92歲，澳大利亞奧運官員。[151]
- Corky Trinidad，69歲，菲律賓出生的美國漫畫家，胰腺癌。[152]
- 愛德華·厄普（Edward Upup），105歲，英國作家，胸部感染。[153]
- 巴赫蒂亞爾·瓦哈布扎德（Bakhtiyar Vahabzadeh），83歲，亞塞拜然詩人，長期患病。[154]

### 14日
- 伯納德·阿什利爵士，82歲，英國商人，癌症。[155]
- 路易·貝爾森（Louie Bellson），84歲，美國爵士鼓手，帕金森病併發症。[156]
- 傑弗里·科林，87歲，英國陸軍上將。[157]
- 路易士·安德列斯·埃多，82歲，西班牙無政府主義者。[158]
- Kjersti Graver，63歲，挪威公務員，消費者監察員（1987-1995）。[159]
- 巴克·格里芬（Buck Griffin），85歲，美國搖滾音樂家，心力衰竭。[160]
- Alfred A. Knopf， Jr.，90歲，美國出版商，Alfred A. Knopf的兒子，跌倒併發症。[161]
- 約翰·麥格林，55歲，美國指揮家和音樂劇歷史學家。[162]
- Boris Yavitz，85歲，喬治亞出生的美國學者，哥倫比亞商學院院長（1975-1982），前列腺癌。[163]

### 15日
- 喬·古巴（Joe Cuba），78歲，美國音樂家，細菌感染併發症。[164]
- 諾布爾·多斯（Noble Doss），88歲，美式足球運動員。[165]
- 迪瑟·海尼克（Diether Haenicke），73歲，美國學者，西密歇根大學校長（1985-1998，2006-2007），頭部受傷。[166]
- William R. Sharpe， Jr.，80歲，美國政治家，西弗吉尼亞州參議院議員（1960-1980，1984-2009），臨時總統（1990-2009）。[167]
- 卡爾·維納（Carl Venne），62歲，自2002年以來擔任烏鴉國度的美國主席，自然原因。[168]

### 16日
- 彼得·阿布拉西莫夫，96歲，白俄羅斯遊擊隊員。[169]
- 多蘿西·布里奇斯，93歲，美國女演員和詩人，勞埃德·布里奇斯的妻子，博和傑夫·布里奇斯的母親，與年齡有關的原因。[170]
- 康拉德·丹能伯格，96歲，德國出生的美國火箭科學家，自然原因。[171]
- 歐內斯特·哈里森爵士，82歲，英國商人。[172]
- 金壽煥，86歲，韓國羅馬天主教主教，首爾大主教（1968-1998）。[173]
- 愛德華·薩利亞（Edward Salia），56歲，迦納政治家，國務部長（1995年），喉嚨感染。[174]

### 17日
- 多麗絲·亞伯拉罕斯（Doris Abrahams），88歲，美國戲劇製片人（Equus），心力衰竭。[175]
- 埃里克·布勞（Eric Blau），87歲，美國戲劇製片人（雅克·佈雷爾（Jacques Brel）還活著，住在巴黎），肺炎。[176]
- Conchita Cintrón，86歲，智利出生的葡萄牙鬥牛士，心臟病發作。[177]）
- Edhi Handoko，48歲，印尼國際象棋特級大師，心臟病發作。[178]
- 維克多·基爾南（Victor Kiernan），95歲，英國歷史學家。[179]
- Gazanfer Özcan，78歲，土耳其演員，心力衰竭。[180]
- 羅伯特·羅比多，61歲，美國原住民活動家。[181]
- Shabnam Romani，80歲，巴基斯坦詩人和作家，長期患病。[182]
- Gyula Sáringer，81歲，匈牙利農藝師。[183]
- 布拉德·范佩爾特（Brad Van Pelt），57歲，美式橄欖球運動員（紐約巨人隊），心臟病發作。[184]
- 邁克·惠特馬什（Mike Whitmarsh），46歲，美國沙灘排球和籃球運動員，因一氧化碳中毒自殺。[185]

### 18日
- 雅克·比諾，50歲，法國瓜德羅普工會官員，被槍殺。[186]
- 維京·比約克，90歲，瑞典外科醫生。[187]
- J. Max Bond， Jr.，73歲，美國建築師，癌症。[188]
- 切特·布爾傑（Chet Bulger），91歲，美式橄欖球運動員（芝加哥紅雀隊），自然原因。[189]
- Snooks Eaglin，73歲，美國吉他手，心臟病發作。[190]
- 雷蒙德·阿爾瓦·漢森（Raymond Alvah Hanson），85歲，美國發明家。[191]
- 約翰·坎齊烏斯（John Kanzius），64歲，美國發明家，肺炎。[192]
- 羅伯特·盧夫（Robert Luff），94歲，英國戲劇製作人和導演。[193]
- 路易吉·諾比萊，87歲，義大利足球運動員。[194]
- 塔耶布·薩利赫（Tayeb Salih），80歲，蘇丹作家（《向北方移民的季節》）。[195]
- 卡米拉·斯科利莫夫斯卡，26歲，波蘭擲錘手，2000年奧運會金牌得主，肺栓塞。[196]
- Miika Tenkula，34歲，芬蘭吉他手和詞曲作者（已判刑）。[197]
- 錢志純，83歲，台灣羅馬天主教主教，華蓮主教（1992-2001），心臟病發作。[198]

### 19日
- 吳木金，92歲，香港女工，1928年至1997年間在金鐘添馬艦海軍基地協助皇家海軍和其他英聯邦海軍船艦洗刷艦身。[199]
- 傑里·安德森，76歲，波多黎各潛水夫。[200]
- 弗蘭克·卡爾頓，72歲，英格蘭橄欖球聯盟球員。[201]
- 羅納德·迪林，迪林男爵，78歲，英國生活同齡人和公務員，癌症。[202]
- Kelly Groucutt，63歲，英國低音吉他手（電光樂團），心臟病發作。[203]
- Edmund Hlawka，92歲，奧地利數學家。[204]
- 易卜拉欣·海珊（Ibrahim Hussein），72歲，馬來西亞藝術家，心臟病發作。[205]
- 伊恩·詹金斯（Ian Jenkins），64歲，英國公職人員，衛生局局長（2002-2006），溫莎城堡警員和州長（2008-2009）。[206]
- Oreste Lionello，81歲，義大利演員和配音演員。[207]
- Nonnie Moore，87歲，美國時尚編輯（GQ，Harper's Bazaar），窒息事故。[208]
- 雷蒙德·穆林豪森，88歲，法國奧運跳水運動員。[209]
- 基思·W·諾蘭（Keith W. Nolan），44歲，美國軍事歷史學家。[210]
- 小哈里森·雷德利（Harrison Ridley Jr.），70歲，美國爵士樂主持人，在短暫生病後。[211]
- 安娜·瓦特，85歲，英國藝人（弗蘭和安娜），自然原因。[212]
- 湯瑪斯·威爾士，87歲，美國羅馬天主教主教，阿倫敦主教（1983-1997）。[213]
- 詹姆斯·懷特，86歲，英國政治家，格拉斯哥波洛克議員（1970-1987）。[214]

### 20日
- Marcella Althaus-Reid，56歲，阿根廷出生的英國酷兒神學家，愛丁堡大學語境神學教授。[215]
- 弗里德里希·貝倫岑，81歲，德國實業家。[216]
- James I. C. Boyd，87歲，英國鐵路歷史學家。[217]
- 安東尼奧·德羅索，68歲，義大利宗教領袖，義大利東正教創始人。[218]
- 瑪麗·雅各斯，52歲，美國記者，腦出血。[219]
- 威廉·喬登（William Jorden），85歲，美國記者和外交官，肺癌患者。[220]
- 拉里·H·米勒（Larry H. Miller），64歲，美國商人，猶他爵士隊（Utah Jazz）的老闆，糖尿病併發症。[221]
- 克里斯托弗·諾蘭（Christopher Nolan），43歲，愛爾蘭作家，惠特佈雷德獎（1988年）得主，肺吸。[222]
- 37歲的斯洛伐克足球運動員和教練朱利烏斯·諾塔（Július Nôta）被刺傷。[223]
- 羅伯特·誇里，83歲，美國影視演員。[224]
- 法茨·薩迪，81歲，比利時爵士音樂家、歌手和作曲家。[225]
- Shraga Weil，90歲，以色列畫家。[226]

### 21日
- 伊恩·阿爾傑（Ian Alger），82歲，美國精神病學家，心力衰竭。[227]
- 弗朗索瓦·德波（François De Pauw），82歲，比利時奧運籃球運動員。[228]
- 范妮·考夫曼（Fannie Kauffman），84歲，加拿大出生的墨西哥女演員和喜劇演員，自然原因。[229]
- 伊利亞·皮亞特茨基-夏皮羅（Ilya Piatetski-Shapiro），79歲，俄羅斯出生的以色列數學家，帕金森病。[230]
- 瑪麗·普林茨（Mary Printz），85歲，美國總機接線員，《鐘聲響起》的靈感來源。[231]
- Wilton G. S. Sankawulo，71歲，利比里亞政治家和學者，國務委員會主席（1995-1996），心力衰竭。[232]
- 維克多·扎諾維茨（Victor Zarnowitz），89歲，波蘭出生的美國經濟學家，心臟病發作。[233]

### 22日
- 坎迪多·卡納沃，78歲，義大利體育記者，《體育報》主編（1983-2002），腦溢血。[234]
- 芭芭拉·馬歇爾（Barbara Marshall），64歲，美國記者和政治家，自2002年起擔任檀香山市議會議員，患有結腸癌。[235]
- Rhena Schweitzer Miller，90歲，美國人道主義者，Albert Schweitzer的女兒。[236]
- 德雷爾·帕爾默（Derrell Palmer），86歲，美式橄欖球運動員（克利夫蘭布朗隊），自然原因。[237]
- 保羅·約瑟夫·范廷東，89歲，越南羅馬天主教主教和樞機主教，河內總主教（1994-2005）。[238]
- 斯瓦沃米爾·魯特卡，33歲，波蘭足球運動員，自殺。[239]
- 薩菲·塔哈（Safi Taha），85歲，黎巴嫩奧運摔跤手。[240]
- 霍華德·齊夫（Howard Zieff），81歲，美國電影導演（《大兵本傑明》），帕金森病併發症。[241]

### 23日
- 瑪麗·博阿斯·霍爾，89歲，美國歷史學家。[242]
- 湯姆·科爾，75歲，美國編劇和劇作家，多發性骨髓瘤。[243]
- Sverre Fehn，84歲，挪威建築師。[244]
- 洛娜·弗蘭普頓，88歲，英國奧運游泳運動員。[245]
- 弗蘭克·加拉赫，65歲，蘇格蘭出生的澳大利亞演員。[246]
- 伊莉莎白·布拉德福德·霍爾布魯克，96歲，加拿大肖像雕塑家。[247]
- 奧古斯特·基魯，86歲，芬蘭奧運會銀牌得主（1948年、1956年）越野滑雪運動員。[248]
- Seppo Kolehmainen，76歲，芬蘭演員，長期患病。[249]
- 詹姆斯·萊斯利（James Leslie），50歲，英國政治家，北安特里姆北愛爾蘭議會成員（1998-2003），心臟病發作。[250]
- 諾埃爾·馬丁，86歲，美國平面設計師，白血病。[251]
- 勞倫斯·佩恩，89歲，英國演員（塞克斯頓·布萊克）。[252]
- 圖利基·皮耶蒂拉，92歲，芬蘭平面藝術家。[253]
- Franciszek Starowieyski，78歲，波蘭藝術家。[254]
- 讓·斯圖德，94歲，瑞士奧運運動員。[255]
- 斯科特·西蒙斯（Scott Symons），75歲，加拿大作家。[256]
- 大衛·泰勒，79歲，美國銀行家。[257]

### 24日
- Jean Battersby，80歲，澳大利亞藝術主管，食道癌。[258]
- 斯瓦托普盧克·哈維爾卡，83歲，捷克作曲家。[259]
- 愛德華·賈德（Edward Judd），76歲，英國演員（《地球著火的那一天》）。[260]
- Antoinette K-Doe，66歲，美國酒吧老闆，心臟病發作。[261]
- Pearl Lang，87歲，美國舞蹈家和編舞家，心臟病發作。[262]
- James D. McGinnis，77歲，美國政治家，特拉華州副州長（1977-1981），癌症。[263]

### 25日
- Randall Bewley，53歲，美國吉他手（Pylon），心臟病發作。[264]
- 伊恩·卡爾（Ian Carr），75歲，英國作家和音樂家（Nucleus），長期患病。[265]
- 菲力浦·何塞·法默（Philip José Farmer），91歲，美國作家（河流世界）。[266]
- 比爾·霍爾姆，65歲，美國作家和詩人，心臟病發作。[267]
- 莫莉·庫爾，93歲，加拿大水手，北美第一位有執照的女船長。[268]
- Roger C. Kormendi，59歲，美國經濟學家，克雅氏病。[269]
- 霍華德·門格爾，87歲，美國不明飛行物學家。[270]
- Eisha Stephen Atieno Odhiambo，63歲，肯亞學者，失智。[271]
- 克拉倫斯·斯文森（Clarence Swensen），91歲，美國演員（《綠野仙蹤》中的蒙奇金），中風併發症。[272]
- Max Théret，96歲，法國商人，Fnac電子產品零售商的創始人。[273]

### 26日
- 里克·貝克特（Rick Beckett），54歲，美國廣播電臺播音員（伍德（AM）），心臟病發作。[274]
- William H. Behle，99歲，美國鳥類學家。[275]
- 露絲·德雷克塞爾（Ruth Drexel），78歲，德國女演員（Der Bulle von Tölz）。[276]
- 約翰尼·科爾（Johnny Kerr），76歲，美國籃球運動員、教練和色彩評論員（芝加哥公牛隊），前列腺癌。.[277]
- 邁克爾·昆蘭爵士，78歲，英國公務員，國防部常務秘書（1988-1992）。[278]
- 溫迪·理查德（Wendy Richard），65歲，英國女演員（Are You Be Serveed？），EastEnders），乳腺癌。[279]
- 內爾·索托（Nell Soto），82歲，美國政治家，加利福尼亞州參議院議員（2000-2006），中風併發症。[280]
- 露絲·斯伯丁（Ruth Spalding），95歲，英國演員、導演和作家。[281]
- 威爾伯特·塔圖姆（Wilbert Tatum），76歲，美國出版商（紐約阿姆斯特丹新聞），多器官衰竭。[282]
- Norm Van Lier，61歲，美國籃球運動員（芝加哥公牛隊）。[283]

### 27日
- 羅莎莉·西爾伯·艾布拉姆斯，92歲，美國政治家。[284]
- 約翰·阿爾文，91歲，美國演員，跌倒併發症。[285]
- 艾倫·蘭德斯（Alan Landers），68歲，美國吸煙模特，後來成為對手，喉癌和肺癌。[286]
- Robert E. A. Lee，87歲，美國紀錄片製片人，癌症。[287]
- 詹姆斯·佩奇·麥基，95歲，加拿大多倫多警察局局長（1958-1970）。[288]
- 馬內亞·梅內斯庫，92歲，羅馬尼亞總理（1974-1979）。[289]
- 阿拉斯泰爾·麥考克代爾，83歲，英國運動員和板球運動員，1948年夏季奧運會銀牌得主。[290]
- 約翰·弗朗西斯·馬奇門特·米德爾頓，87歲，英國人類學家。[291]
- Gerriet Postma，76歲，荷蘭畫家。[292]
- 多蘿西婭·霍爾特·雷德蒙德（Dorothea Holt Redmond），98歲，美國電影藝術家和插畫家。[293]
- 傑弗里·史密斯（Geoffrey Smith），80歲，英國園藝專家和主持人。[294]

### 28日
- 湯瑪斯·阿爾塔米拉諾·曼托瓦尼，49歲，巴拿馬政治家，國民議會議員，交通事故。[295]
- Mark H. Beers，54歲，美國老年病學家，糖尿病併發症。[296]
- Ode Burrell，69歲，美式橄欖球運動員（休斯頓油人隊），糖尿病併發症。[297]
- 保羅·哈威，90歲，美國電臺播音員。[298]
- Johnny Holiday，96歲，美國演員。[299]
- 阿爾文·克萊因（Alvin Klein），73歲，美國戲劇評論家，心臟病發作。[300]
- 艾爾·路易斯（Al Lewis），84歲，美國兒童電視節目主持人，自然原因。[301]
- 米格爾·塞拉諾（Miguel Serrano），91歲，智利詩人，外交官和新納粹分子，中風。[302]
- Tom Sturdivant，78歲，美國棒球運動員（紐約洋基隊）。[303]

### 日期不详
- 文鸣，51岁，中国金融人物，工银瑞信基金公司原固定收益总监。[304]